# Victor Pop (preot)
Victor Pop (n. 14 ianuarie 1883, Chereluș – d. 25 ianuarie 1942, Arad) a fost un deputat în Marea Adunare Națională de la Alba Iulia, organismul legislativ reprezentativ al „tuturor românilor din Transilvania, Banat și Țara Ungurească”, cel care a adoptat hotărârea privind Unirea Transilvaniei cu România, la 1 decembrie 1918.:p. 77

## Biografie
Victor Pop a fost fiul protopopului Ioan Pop. A urmat cursurile primare la școala din sat iar clasele secundare la Oradea și Beiuș, luându-și bacalaureatul în 1901. Studiază teologia la facultatea din Budapesta, absolvind în 1905, după care funcționează aici ca catihet 2 ani de zile. În anul 1909 a fost hirotonit ca preot și numit administrator parohial la Chet (județul Bihor), iar în 1914 a fost numit administrator protopopial în Holod, Bihor, începând cu 1918 fiind și președinte al despărțămâtului Astrei. În 1924 a fost numit paroh în Seitin și protopop al districtelor Mureș-Simand și Sebiș.
În 1928 a fost decorat cu Ordinul național „Steaua României” în gradul de cavaler, iar în 1931 a primit cu titlul onorific de arhidiacon.

## Activitatea politică
A fost delegat la Marea Adunare Națională de la Alba Iulia.